# Siegfried Widera

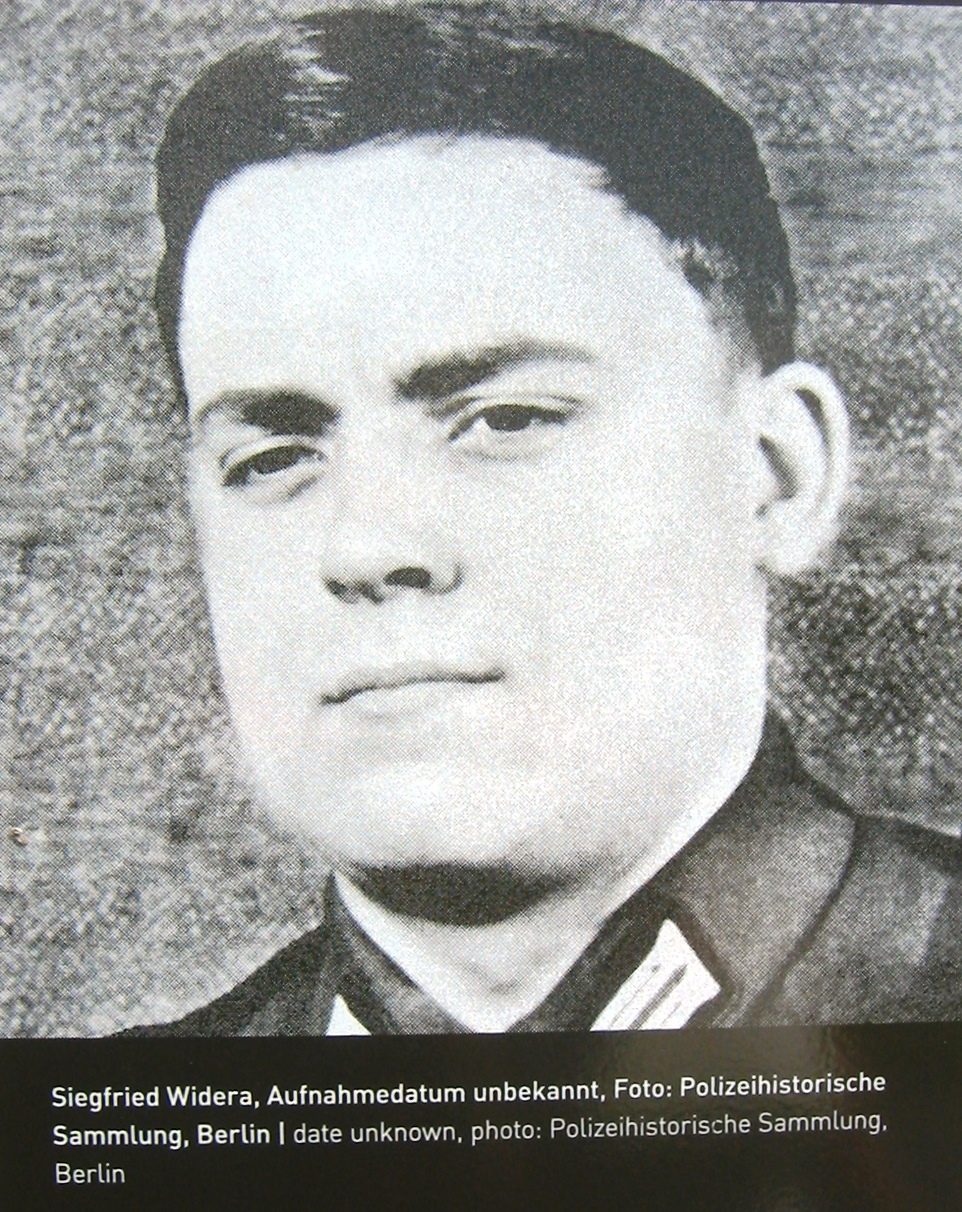
Siegfried Widera

Siegfried Widera (* 12. Februar 1941 in Schlesien; † 8. September 1963 in Berlin) war ein im Dienst an der Berliner Mauer tödlich verletzter Angehöriger der Grenztruppen der DDR. Drei Republikflüchtende schlugen ihn und seinen Posten am 23. August 1963 mit einer Eisenstange nieder, wobei er einen Schädelbasisbruch erlitt.

## Leben
Siegfried Widera erlernte den Beruf des Drehers, bevor er sich 1960 freiwillig zum Dienst bei den Grenztruppen meldete. 1963 heiratete er. Seine Frau erwartete bei seinem Tod ein Kind.
Am 23. August 1963 bewachte er mit einem Posten die Berliner Mauer in der Nähe der Massantebrücke. In dem Bereich waren in unmittelbarer Nähe zur Grenze Bauarbeiten im Gange. Auch nach Ende des Arbeitstags um 19 Uhr waren drei Bauarbeiter zugegen, die an einem Bagger hantierten. Diese drei verwickelten die Grenzsoldaten in ein Gespräch, in dessen Verlauf sie mit den Fäusten und einer Eisenstange auf die beiden Grenzer einschlugen. Anschließend rannten sie zur gesperrten Massantebrücke und überwanden die Mauer. Der zweite Posten schoss auf die Flüchtenden. Siegfried Widera wurde mit einem Schädelbasisbruch in das Städtische Krankenhaus Köpenick eingeliefert, wo er 15 Tage später verstarb. Mit militärischen Ehren wurde er in Gorenzen beigesetzt.

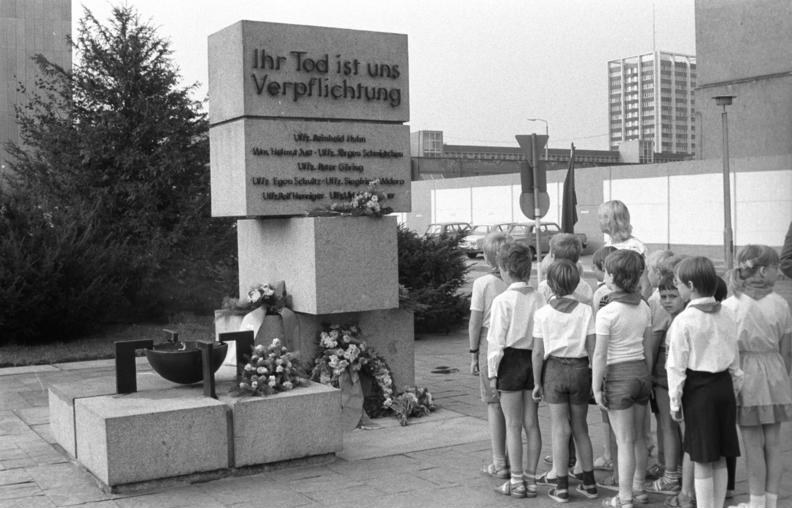
Gedenkstätte für getötete Grenzsoldaten in Ost-Berlin 1986

Im geteilten Deutschland fand die Aktion ein unterschiedliches Echo. Während in westlichen Medien von einer raffinierten Flucht die Rede war, konstruierten die Medien der DDR, unter anderem im Neuen Deutschland, eine Tatbeteiligung der Girrmann-Gruppe und stellte eine Verbindung zum Tod anderer Grenzsoldaten Jörgen Schmidtchen, Peter Göring und Reinhold Huhn her, die angeblich von den gleichen Hintermännern ermordet wurden. Eine wirkliche Beteiligung der Girrmann-Gruppe konnte aber nicht nachgewiesen werden. In einem internen Bericht kritisierte die Grenztruppen-Führung das Verhalten der beiden Grenzsoldaten, die zu unvorsichtig und zu vertrauensselig agiert hätten. Wideras Name wurde in die Gedenkstätte für getötete Grenzsoldaten aufgenommen.
Nach den Presseberichten von der Beerdigung Wideras nahm die Staatsanwaltschaft in West-Berlin Ermittlungen gegen die drei Flüchtenden auf, die 1969 eingestellt wurden. Die Berliner Staatsanwaltschaft nahm 1994 erneut Ermittlungen auf, die sich gegen den zweiten Posten richteten, der auf die Flüchtenden schoss. Da er zum Zeitpunkt der Schussabgabe durch die Schläge nicht bei vollem Bewusstsein war, stellte die Staatsanwaltschaft die Ermittlungen im gleichen Jahr wieder ein.